# Jan Sepp
Jan Sepp (Amsterdam, 18 september 1778 - Amsterdam, 19 december 1853) was een Nederlandse entomoloog en uitgever. Hij is vooral bekend geworden van zijn natuurhistorische publicaties over de flora en fauna.
Jan Sepp was de zoon van Jan Christiaan Sepp (8 november 1739 - 29 november 1811) en Wichertje Wichers Kruijs (14 juli 1755 - 19 januari 1823) uit Giethoorn en de kleinzoon van Christiaan Sepp (11 mei 1710 - 7 augustus 1775).
Net zoals zijn vader en grootvader werkte hij aan diverse natuurhistorische werken. Na het overlijden van zijn vader, zette hij als eigenaar van de firma J.C. Sepp en zoon, zijn werkzaamheden en de publicaties voort. Het betroffen rijk geïllustreerde werken over insecten, vogels en onder andere van de Flora Batava. Hoewel Sepp geen onverdienstelijk entomoloog was, was hij niet in staat om alleen voldoende nieuw materiaal te verzamelen voor zijn publicaties. Collega-entomologen zoals Anthony Johannes d’Ailly en Quiryn Maurits Rudolf Verhuell leverden vaak vondsten en waarnemingen aan de firma J.C. Sepp en zoon aan.
Een van de belangrijkste werken die hij uitgaf was: Surinaamsche vlinders: naar het leven geteekend / Papillons de Surinam dessinés d'après nature, alsmede een Bloemkundig Woordenboek. 
Jan Sepp was gehuwd met Christina Bakker, bij wie hij acht kinderen had. Na het overlijden van Sepp ging de firma over op Cornelis, zijn tweede zoon. Cornelis was zelf geen entomoloog, maar zette als boekhandelaar de uitgaven van zijn familie voort, tot aan zijn dood in 1868.
- Biografisch Portaal: 76109749
- Digitale Bibliotheek voor de Nederlandse Letteren: sepp006
- Stuttgart Database of Scientific Illustrators 1450–1950: 2257
- Gemeinsame Normdatei: 108931857X
- International Standard Name Identifier: 0000 0000 5315 9614
- Library of Congress Control Number: nr2003002005
- Nederlandse Thesaurus van Auteursnamen: 164301054
- Réseau des bibliothèques de Suisse occidentale: 02-A020031714
- Système universitaire de documentation: 256701202
- Virtual International Authority File: 41780905
- WorldCat: E39PBJdh7cwMG8Yykybp8djwG3